# The Makemakes

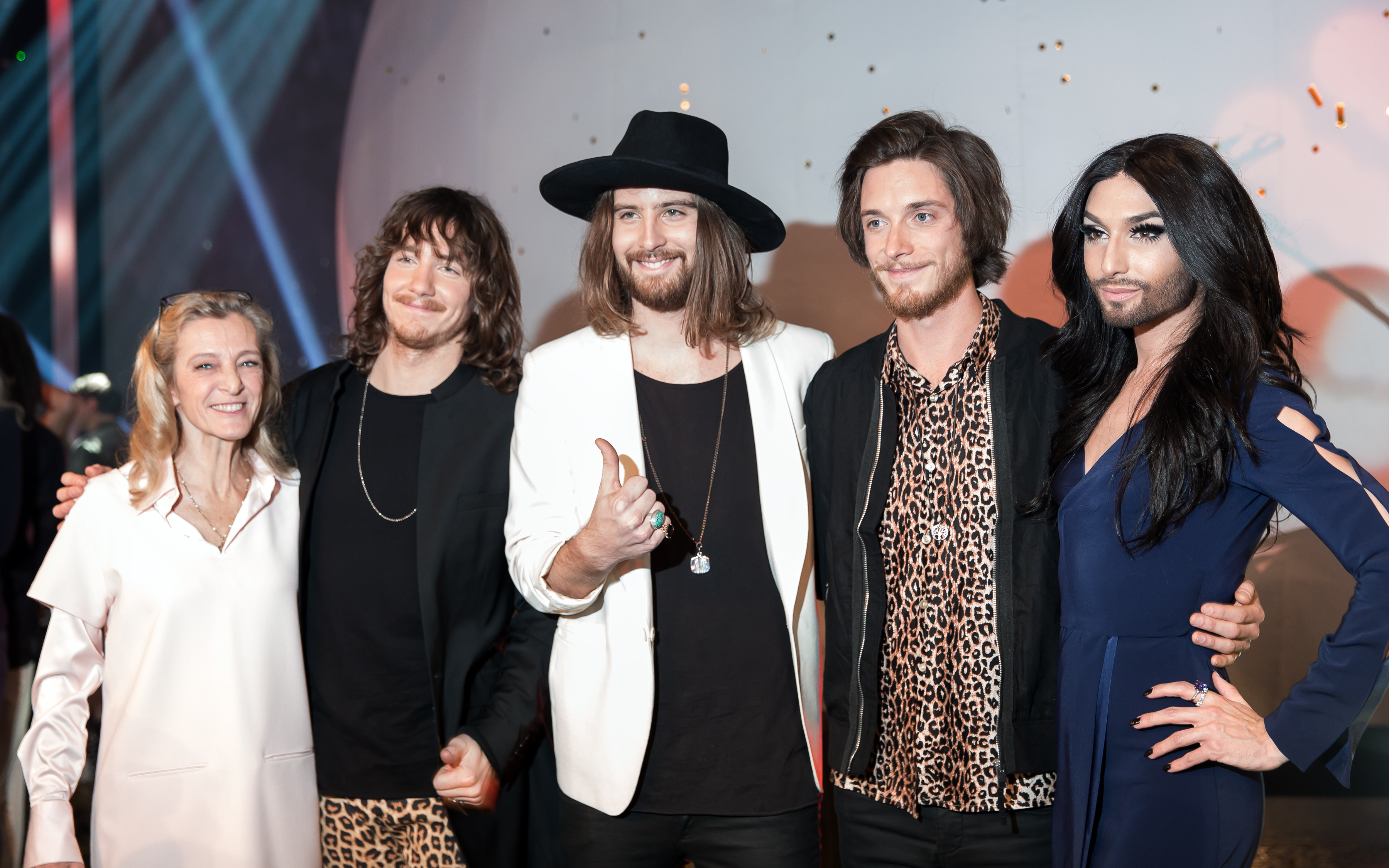
The Makemakes & Кончита Вурст

The Makemakes — австрийская поп-рок группа, представлявшая свою страну на конкурсе «Евровидение-2015» с песней «I Am Yours».

## Карьера
Группа выпустила свой дебютный сингл «The Lovercall» 15 июня 2012 года. Песня заняла шестое место в хит-параде Ö3 Austria Top 40. 15 апреля 2014 года The Makemakes выпустили свой второй сингл «Million Euro Smile», который достиг в чарте второй строчки.
13 марта 2015 года группа одержала победу в национальном отборе и была выбрана в качестве представителя Австрии на «Евровидении-2015». Австрия как организатор конкурса вышла в финал автоматически. Группа выступала под четырнадцатым номером. По итогам голосования The Makemakes ни получили ни одного балла, что стало худшим выступлением страны-организатора с 1957 года. Однако своё поражение группа восприняла с юмором, выложив на свой официальный инстаграм-аккаунт песню «We are the zeroes of our time!», обыгрывающую припев песни-победителя.
В марте 2018 года группа выпустила свой четвёртый сингл «Keep On Moving».

## Дискография

### Альбомы
| Название      | Детали                                                                              | Позиции в чартах |
| Название      | Детали                                                                              | Австрия          |
| ------------- | ----------------------------------------------------------------------------------- | ---------------- |
| The Makemakes | - Релиз: 12 мая 2015 - Лейбл: Almost Perfecto Records - Формат: цифровой альбом, CD | 7                |

### Синглы
| Название             | Год  | Позиции в чартах | Позиции в чартах | Альбом        |
| Название             | Год  | Австрия          | Исландия         | Альбом        |
| -------------------- | ---- | ---------------- | ---------------- | ------------- |
| «The Lovercall»      | 2012 | 6                | —                | без альбома   |
| «Million Euro Smile» | 2014 | 2                | —                | без альбома   |
| «I Am Yours»         | 2015 | 2                | 35               | The Makemakes |
| «Keep On Moving»     | 2018 | —                | —                | без альбома   |